# Trådspinnarfly
Trådspinnarfly (Rivula sericealis) är en fjärilsart som beskrevs av Giovanni Antonio Scopoli 1863. Trådspinnarfly ingår i släktet Rivula och familjen nattflyn. Arten är reproducerande i Sverige. Inga underarter finns listade i Catalogue of Life.

## Bildgalleri

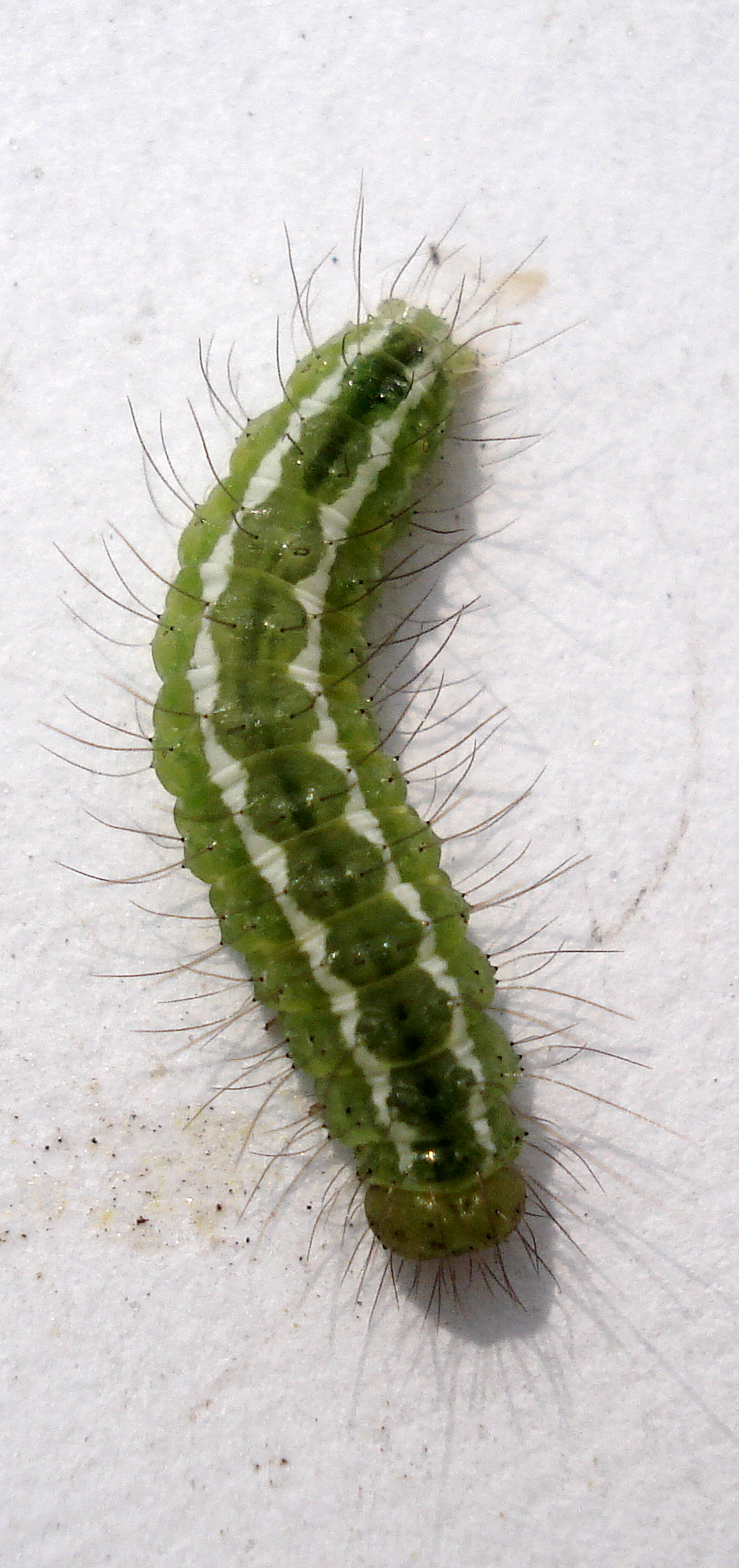